# Загребський театр ляльок
Загребський театр ляльок (хорв. Zagrebačko kazalište lutaka; відомою є також абревіатура ZKL) — ляльковий театр у столиці Хорватії місті Загребі; дитяча театральна сцена, осередок дозвілля й культури міста й країни. 
Вистави йдуть хорватською; розраховані майже повністю на дитячу (дошкільну і школярську) аудиторію, є декілька спектаклів для дорослих. 

## З історії та сьогодення театру[3]
Театр ляльок у Загребі був заснований урядом Республіки Хорватія 6 лютого 1948 року. У перші роки його роботи художнім керівником, режисером і директором закладу був Войміл Рабадан (Vojmil Rabadan). Тоді ж з'явилася ціла плеяда імен національного лялькарства — Богдан Єркович (Bogdan Jerković), Велимир Хитіл (Velimir Chytil), Вишня Стахуляк (Višnja Stahuljak), Косовка Кужат-Спаїч (Kosovka Kužat Spaić), Борислав Мркшич (Borislav Mrkšić), Берислав Брайкович (Berislav Brajković), так само, як і сценографів — Маріян Трепше (Marijan Trepše), Каміло Томпа (Kamilo Tompa), Едо Ковачевич (Edo Kovačević) та інші.
У 1960-х роках робота театру ґрунтувалась на постановках за класикою дитячої літератури, переважали традиційні підходи у трактуванні лялькового театру як суто дитячого — розважальних вистав з дидактичним спрямуванням. У цей час сталим творцем у театрі був Желян Марковина (Željan Markovina), а до складу творчого колективу входили Діна Дожич (Dina Dožić), Невенка Філіпович (Nevenka Filipović), Яна Кашпер (Jana Kašper), Крсто Крниць (Krsto Krnic), Йаоакім Маткович (Jaoakim Matković), Дує Новакович (Duje Novaković), Юлія Перлакі (Julije Perlaki), Хрвоє Швоб (Hrvoje Švob), Андреа Шарич (Andrea Šarić).
Ціле десятиліття (1963—73) будинок театру був зачинений на ремонт, і ZKL з успіхом виступав на сценах інших театрів Загреба і країни, а також виїжджав на гастролі за кордон — до Сирії, Румунії, Болгарії, Данії, СРСР.
У 1970-ті у творенні репертуару загребських лялькарів домінував режисер і постановник Берислав Дежелич (Berislav Deželić), робота якого була позначена відходом від реалізму й власними пошуки естетичної чистоти форми, що поступово привели до неповторного візуального стилю ляльок і вистав. Він у співпраці з директором Давором Младиновим (Davor Mladinov) поставив спектаклі, які особливо вихваляла критика (Čarobnjak iz Oza, Tigrić, Plavi Petar та ін.). Іншими за стилем, але не менш цікавими були вистави, які підготували Косовка Кужат-Спаїч і Велимир Хитіл, з якими ZKL набуло національної і міжнародної слави.
1980-ті і 1990-ті стали авторським утвердженням 2-х дизайнерів ляльок, постійних членів ZKL — Весни Балабанич (Vesna Balabanić) і Ґордани Кребель (Gordana Krebelj), а ставили спектаклі у цей час Йошко Юванчич (Joško Juvančić), Божидар Віолич (Božidar Violić), Георгій Паро (Georgij Paro), Желимир Месарич (Želimir Mesarić), Зоран Мужич (Zoran Mužić; художній керівник ZKL). Творчий склад театру збільшився у цей час на 24 актора. Постановки Загребського театру ляльок у цей період демонструють знову звернення до класики жанру — вистави за хорватськими і світовими народними і літературними казками, за класикою дитячої літератури. З кінця 1990-х років театр видає свій часопис — огляд лялькарства і вистав LuKa, єдиний у своєму роді у Хорватії.
На час реконструкції старого приміщення театру ZKL давав вистави у Культурному центрі Трешнєвки. Нарешті 24 жовтня 2004 року був офіційно відкритий нове основне приміщення театру, оснащене за високими європейськими стандартами, що мало знаменувати нову еру розвитку Загребського театру ляльок і всього хорватського лялькарства. У 2008 році була відкрита нова (мала) сцена ZKL.
Важливо відзначити, що разом із незаперечними заслугами Загребського театру ляльок у розвитку лялькового мистецтва, ZKL виконує особливо важливу роль в естетичному і моральному вихованні молодого покоління, і тісна співпраця закладу з дитячими садками, школами та освітніми установами додає особливої ваги у діяльність цього театру в суспільному житті міста Загреба і Хорватії.

## Репертуар
У репертуарі (2011) Загребського театру ляльок:
| - DRAGA TILLA DURIEUX (Slobodan Šnajder) - ČAROBNJAK IZ OZA (Френк Баум) - ROBIN HOOD (Nino Škrabe) - DOŽIVLJAJI LUTKA SMOTANOG (Marina Petković Liker) - KRAVA NA MJESECU (Ivan Kristijan Majić) - SNJEGULJICA (брати Грімм) - JEŽEVA KUĆICA (Branko Ćopić) - PETAR PAN (Джеймс Баррі) - OSVAJANJE KAZALIŠTA (Dubravko Jelačić Bužimski) - BONTON ILI KAKO PRISTOJNO PROVESTI DAN (ZKL і театр Bembo) - VESELI BALOGOV CIRKUS (Balog - Kostelac - Juričić) - PINOCCHIO (Miro Gavran / Карло Коллоді) - "JEDINI NEUSPJEH ADOLFA H." (George Tabori) - TRNORUŽICA (бр. Грімм) | - SVAROŽIĆ (Ana Tonković Dolenčić) - PLAKIR (Marin Držić) - NEĆKO SVOJEGLAVEĆKO (Zvonimir Balog) - CRVENKAPICA, ALI DA NE BUDE VUKA (Đuro Roić) - MAČAK U ČIZMAMA (Шарль Перро) - VUK I SEDAM KOZLIĆA (бр. Грімм) - TRI PRAŠČIĆA (Jiri Jaroš) - UMIŠLJENA MIŠICA (Željka Turčinović) - PALČIĆ (Igor Mrduljaš) - IVICA I MARICA (бр. Грімм / Igor Mrduljaš) - PISMO IZ ZELENGRADA (Nevenka Videk) - ČAROBNA FRULA (Вольфганг Моцарт) - TIGRIĆ (Hanna Januszewska) - NADIR (Kruna Tarle) |

## Виноски
1. ↑  Контакт(и) (театру) [Архівовано 2010-02-20 у Wayback Machine.] на Вебсторінка театру (хор.)
2. ↑  https://www.zkl.hr/hr/group/7/O+kazali%C5%A1tu
3. ↑  Про театр [Архівовано 20 лютого 2010 у Wayback Machine.] на Вебсторінка театру [Архівовано 6 червня 2011 у Wayback Machine.] (хор.)
4. ↑  Репертуар (театру) [Архівовано 30 серпня 2011 у Wayback Machine.] на Вебсторінка театру [Архівовано 6 червня 2011 у Wayback Machine.] (хор.)